# Висока пословна школа струковних студија Лесковац
Висока пословна школа струковних студија у Лесковцу је основана 1975. године. Покрива регион источне и југоисточне Србије. Има око 800 студената, око 16 наставника и 29 стручних сарадника.

## Историја
Школа је као независна институција почела са радом 25. јануара 1976. године издвајањем из тадашњег Образовно економског центра „Ђука Динић“, као Виша школа за образовање радника трговинске и угоститељске струке. Прва четири месеца школа се налазила у улици Косте Стаменковића, а затим се премешта у просторије Средње пољопривредне школе у улици Нишкој. Прве године школа уписало је 146 студената.
Школа је 1981. године променила назив у Виша школа усмереног образовања „Светозар Марковић“, а затим је Републички комитет за образовање радника и физичку културу СР Србије, на основу члана 31. став 3. Закона о усмереном образовању и васпитању, а на захтев Више школе и Извештаја Комисије тог комитета од 3. јула 1987. године, донео Решење о утврђивању испуњености за остварење плана и програма образовања студија на Вишој економској школи у Лесковцу од школске 1987/1988. године. 
Трговинско–угоститељска школа је 1981. године променила назив у Вишу школу усмереног образовања „Светозар Марковић“ а од 3. јула 1987. године, по основу решења Министарства просвете о испуњености услова за остваривање плана и програма образовања студија, школа прераста у Вишу економску школу.
Од свог основања и прве генерације 1976/77, па до 1985. године број студената које је школа годишње уписивала се кретао око 150, да би наредних пет година тај просек порастао на око 250. Школске 1991/92 године школа је уписала до тада највећи број од око 320 студената и до 2000. године није било већих варијација. Једини изузетак је била 1999/2000 година, када је уписано 1117 студента, због промена у Закона о високом образовању, који је омогућавао упис без полагања пријемног испита.
Од школске 1987/88 године, до данас, школа је радила под истим називом. У току свог рада више пута је мењала своје наставне планове и програме.

## Студије
Студијски програми на основним студијама су:
- финансије и банкарство
- менаџмент и бизнис
- туризам и угоститељство

Од страних језика уче се енглески и француски језик.

## Локација
Школа се налази у близини аутобуске и железничке станице и добро је повезана друмским и железничким саобраћајем са осталим градовима у Србији.